# Pogorzelce (Białoruś)
Pogorzelce (biał. Пагарэльцы; ros. Погорельцы) – wieś na Białorusi, w obwodzie mińskim, w rejonie nieświeskim, w sielsowiecie Snów, przy drodze republikańskiej R91.
W miejscowości znajduje się powstała w XIX w. stacja kolejowa Pogorzelce, położona na linii Moskwa - Mińsk - Brześć.

## Historia
W XIX i w początkach XX w. położone były w Rosji, w guberni mińskiej, w powiecie nowogródzkim.
W dwudziestoleciu międzywojennym leżały w Polsce, w województwie nowogródzkim, w powiecie nieświeskim, w gminie Snów. W 1921 wieś liczyła 479 mieszkańców, zamieszkałych w 80 budynkach, w tym 453 Białorusinów, 19 Żydów, 6 Polaków i 1 osobę innej narodowości. 452 mieszkańców było wyznania prawosławnego, 19 mojżeszowego i 8 rzymskokatolickiego. Stacja kolejowa liczyła zaś 69 mieszkańców, zamieszkałych w 13 budynkach, w tym 39 Białorusinów i 30 Polaków. 35 mieszkańców było wyznania prawosławnego i 34 rzymskokatolickiego.
Po II wojnie światowej w granicach Związku Sowieckiego. Od 1991 w niepodległej Białorusi.